# 刘寅 (1910年)
刘寅（1910年4月10日—1985年5月26日），男，江西南昌人，中华人民共和国工程师、政治人物。

## 生平

### 民国时期
1921年，起读私塾、上小学。1926年，读初中。1927年，在南昌中学读书，南昌事件后解散。1928年1月，任江西省党务学校学习。同年冬，分配到江西省安义县党务指导委员会任委员。1929年任江西省进贤县党务指导委员会干事。1930年初失业。9月借读于国民党军第十八师所属交通兵团第五分队，学习无线电报务。12月在龙岗战斗中被红军俘虏，自愿参加红军。1931年1月，参加红军第一部电台的组建工作，先后担任红一方面军总部电台报务员兼无线电训练班教员。11月，担任无线电总队报务主任。1932年夏，任无线电队第一分队队长。同年秋，任中华苏维埃共和国临时中央政府电台主任兼红军无线电学校教员。1933年，参加反帝拥苏大同盟、互济会，参加马列主义研究会学习，并任消费合作社委员，参加中央革命根据地反围剿战争和长征。1934年12月，任红一方面军无线电第六分队队长。1935年10月，调红四方面军通信学校任教员。
1936年6月，经伍云甫介绍加入中国共产党。1937年，随西路军到甘肃。5月到迪化，主办无线电训练班兼俱乐部主任。1938年4月离开迪化，5月回到延安。6月任中央军委第三局无线电第五十三分队队长。同年冬任局党支部委员。1939年1月，调任中央军委第三局第一科科长。1940年，兼任中央军委第三局秘书长。1941年初，任中央军委第三局第一处处长。1942年，参加整风运动，期间创办《通信战士》。1944年，任中央军委第三局党总支副书记兼职甄别办公室工作，兼任第三局秘书长。
1945年4月6日当选为七大候补代表。4月至6月作为中直、军直代表团成员出席参加中共七大。同年9月至1949年9月，任中共中央军委第三局副局长。1949年4月，北平军管会成立军委电信总局，任副局长。9月，列席中国人民政治协商会议第一届全体会议。

### 共和国时期
同年任中国电信工会筹备委员会主任。1950年3月至1953年8月，任中国邮电工会主席、工会党总支委员。1950年5月至1953年4月，任中央人民政府人民革命军事委员会通信部第一副部长兼党委副书记。1951年9月至1952年4月，任中央军委通信部临时党委书记。1952年11月至1953年4月，任中央军委通信部党委第一副书记。1953年5月，任第二机械工业部第十局局长。1954年10月至1958年2月，任第二机械工业部副部长兼机关党委书记。1955年9月至1956年7月，在中共中央党校研究班学习。1958年2月至1960年9月，任第一机械工业部副部长。1958年10月，任中朝科学技术委员会中国组主席，出席在北京、平壤召开的多次中朝科技合作会议。1959年，兼任第一机械工业部第十局分党组书记。1960年任第三机械工业部副部长。1961年，兼任无线电总局局长、党委书记。同年任中国电子学会副主任委员。1962年3月至1963年6月，任第三机械工业部副部长。
1963年4月至文化大革命初期、1977年9月至1982年4月任第四机械工业部党组副书记。1963年6月至1967年5月、1972年9月至1982年5月任第四机械工业部副部长。文化大革命期间受冲击。1972年9月至1977年9月，任第四机械工业部党的核心小组副组长。1978年10月，起任全国总工会第九届执行委员。担任中国电子学会第一届副理事长、第二届理事长。1978年，担任国家体育委员会无线电运动协会主席。1980年，任中国电子技术进出口公司第一届董事长。1983年担任《当代中国——电子工业》卷主编。
此外他还担任过第三、第五届全国人大代表。第六届全国政协常委。1985年5月26日，因病在北京逝世。